# Go-Suzaku
L'emperador Go-Suzaku (后 朱雀 天皇, Go-Suzaku-Tennō, 14 de desembre del 1009 - 7 de febrer del 1045) va ser el 69è emperador del Japó, segons l'ordre tradicional de successió. Va regnar entre 1034 i 1045. Abans de ser ascendit al Tron de Crisantem, el seu nom personal (imina) era Príncep Imperial Atsunaga (敦 良 亲王, Atsunaga-shinnō).